# Сармизеджетуса (село)
Вижте пояснителната страница за други значения на Сармизеджетуса.
Сармизеджетуса (на румънски: Sarmizegetusa; на унгарски: Várhely, разговорно и официално до 1941 г. Гръдище, на румънски: Grădişte) е село и община в депресията Цара Хацегулуй, окръг Хунедоара, Румъния. Построено е върху развалините на столицата на римската провинция Дакия Улпия Траяна и се намира на 40 км от столицата на Дакийското царство Сармизеджетуса.
Развалините на Улпия Траяна Сармизеджетуса и Сармизеджетуса са отворени за туристи.